# Aneplasa
Genre
Aneplasa est un genre d'araignées aranéomorphes de la famille des Gnaphosidae.

## Distribution
Les espèces de ce genre se rencontrent en Afrique australe et en Afrique de l'Est.

## Liste des espèces
Selon World Spider Catalog (version 17.5, 28/10/2016) :
- Aneplasa balnearia Tucker, 1923
- Aneplasa borlei Lessert, 1933
- Aneplasa facies Tucker, 1923
- Aneplasa interrogationis Tucker, 1923
- Aneplasa nigra Tucker, 1923
- Aneplasa primaris Tucker, 1923
- Aneplasa sculpturata Tucker, 1923
- Aneplasa strandi Caporiacco, 1947

## Publication originale
- Tucker, 1923 : The Drassidae of South Africa. Annals of the South African Museum, vol. 19, p. 251-437 (texte intégral).